# إيغور ليونتيف
إيغور ليونتيف (الروسية: Леонтьев, Игорь Олегович) (18 مارس 1994 بروستوف-نا-دونو في روسيا - ) هو لاعب كرة قدم روسي في مركز الوسط. لعب مع سبارتاك موسكو ونادي سبارتاك موسكو 2 لكرة القدم.

## وصلات خارجية
- إيغور ليونتيف على موقع قاعدة بيانات كرة القدم.إي يو (الإنجليزية)
- إيغور ليونتيف على موقع Soccerbase.com (لاعب) (الإنجليزية)
- إيغور ليونتيف على موقع Soccerway.com (الإنجليزية)
- إيغور ليونتيف على موقع عالم كرة القدم.نت (الإنجليزية)
- إيغور ليونتيف على موقع AS.com (الإسبانية)